# Занимательная математика
Развлекательная математика, занимательная математика, математические развлечения — направления и темы в математике, проявляющиеся в бо́льшей степени в рамках досуга, развлечения, самообразования и популяризации математики, нежели в профессиональной математической деятельности. «Основная аудитория» развлекательной математики — обучающиеся математике, любители, хотя разработками и исследованиями в занимательной математике занимаются как любители, так и специалисты. Одна из характерных черт развлекательной математики — использование математических головоломок и игр.
Многие области развлекательной математики не требуют глубокого знания математики. Занимательная математика часто предназначена для детей и неподготовленных взрослых, побуждая их к дальнейшему изучению темы.

## Темы
Некоторые из наиболее известных тем развлекательной математики — магические квадраты, фракталы, логические головоломки и математические задачи на шахматной доске, но эта область математики включает также эстетику и культуру математики, необычные или удивительные истории, математические совпадения и биографии математиков.

### Математические игры
Математические игры — это игры с участием двух и более игроков, правила которых, стратегии и выигрыши могут быть объяснены с помощью математики. Игроки не обязательно должны быть математиками, чтобы играть в математические игры. Например, манкала является математической игрой, поскольку математики могут изучать её с помощью комбинаторной теории игр, но для того, чтобы в неё играть, не обязательно быть математиком.

### Математические головоломки
Математические головоломки требуют вовлечения математики для получения решения. Они имеют специфичные правила, как и игры для двух и более игроков, но головоломка обычно не предполагает соревнование между игроками. Вместо этого решающий должен получить решение, удовлетворяющее определённым условиям.
Логические головоломки являются наиболее распространённым типом математических головоломок. Игра «Жизнь»  также считается математической головоломкой, хотя игрок лишь выставляет начальные условия. Поскольку головоломки часто включают или требуют подобные игре возможности или игровое мышление, математические головоломки иногда также причисляют к математическим играм.
Другой популярный тип развивающих головоломок — математические софизмы.

## Публикации
На русском языке:
- Книги Е.И. Игнатьева «Математические игры, развлечения и задачи», «В царстве смекалки, или арифметика для всех».
- Книги Я. И. Перельмана «Занимательная математика», «Занимательная геометрия», «Занимательная арифметика», ставшие классикой популяризации математики.
- «Абажур» — журнал интеллектуального досуга для всей семьи. В нём публиковались кроссворды разных видов, логические головоломки на бумаге, с буквами и словами, занимательные задачи и задания с международных соревнований по пазлспорту, ребусы, викторины для знатоков, тесты IQ и другая интеллектуальная продукция повышенной сложности. Имелся детский уголок с задачами и головоломками для детей. За решение призовых заданий победителям высылались призы. Одно время выходило приложение для детей — журнал «Абажурчик».
- Журнал «Квант» — советский и российский научно-популярный физико-математический журнал для школьников и студентов, рассчитанный на массового читателя. В 1970—1992 годах журнал выпускался издательством «Наука», в 1993—2010 годах — издательством «Бюро Квантум», с 2010 года — Математическим институтом им. В. А. Стеклова РАН.
- Журнал «Потенциал» — ежемесячный образовательный журнал для школьников и учителей. В журнале публикуются учебные и занимательные статьи по математике, физике и информатике. Создаётся при участии преподавателей Московского физико-технического института. «Потенциал» ориентирован на школьников 8—11 классов. В марте 2006 года открылась общедоступная интернет-версия журнала как раздел Викиучебника.
- Библиотечка «Квант» — серия научно-популярных книг физико-математической тематики. Серия основана для создания научно-популярных книг, доступных по своему уровню для школьников старших классов, имеющих достаточную подготовку.
- Журнал «Квантик» — ежемесячный научно-познавательный журнал для школьников, ориентирован на школьников 4—8 классов. На страницах журнала рассказывается об окружающем мире и разных сюжетах учебного характера. Материал дополняется большим количеством иллюстраций. Создан при поддержке Московского центра непрерывного математического образования.
- «Журнал развлекательной математики», публикуемый «Ludus Association», является электронным, выходящим раз в полгода журналом.
- Вестник опытной физики и элементарной математики (В. О.Ф. Э.М), издавался c 1886 по 1917 год. Вышло 674 выпуска.
- Игры разума — интернет-ресурс с логическими задачами-головоломками и загадками. Основной идеей сайта является недоступность ответов до момента самостоятельного решения задачи, доступный уровень задач (на школьный уровень знаний).

На других языках:
- Журнал «Eureka»[англ.], публикуемый математическим сообществом Кембриджского университета, является одним из старейших изданий развлекательной математики. С 1939 года издан 60 раз; его авторы — известные математики и учёные, такие как Мартин Гарднер, Джон Х. Конвей, Роджер Пенроуз, Иэн Стюарт, Тимоти Гауэрс, Стивен Хокинг, Поль Дирак.
- Journal of Recreational Mathematics — крупнейшее издание в области занимательной математики с начала его издания в 1968 году и до прекращения выпуска в 2014 году.
- «Математические игры»[англ.] — колонка, которую на протяжении длительного времени вёл Мартин Гарднер в журнале Scientific American. Журнал воодушевил несколько поколений математиков и учёных, начавших заниматься наукой после знакомства с развлекательной математикой. «Mathematical Games» (1956—1981) унаследованы колонкой Дугласа Хофштадтера Metamagical Themas[англ.] (1981—1983), затем колонками Иэна Стюарта «Mathematical Recreations» и «Puzzling Adventures» Дэнниса Шаша[англ.].
- Журнал «Sphinx»[фр.] издавался на французском языке Морисом Крайчиком с 1931 по 1939 год.
- «alpha – Mathematische Schülerzeitschrift»[нем.] - немецкоязычный математический журнал для студентов. Издавался в ГДР, а позже в ФРГ, с 1967 по 2001 год.[8]

## В популярной культуре
- В эпизоде «42» научно-фантастического телесериала «Доктор Кто» Доктор завершает последовательность Счастливых простых чисел. Затем он жалуется, что школа перестала учить развлекательной математике.
- В книге «Загадочное ночное убийство собаки» о мальчике с синдромом Аспергера обсуждается много математических игр и головоломок.